# Raúl Miguel Rosado Fernandes
Raul Miguel de Oliveira Rosado Fernandes GCIH • GCMAIC (Lisboa, Alto do Pina, 11 de julho de 1934 – Lisboa, 13 de maio de 2018) foi um professor e político português.

## Família
Filho do Dr. Joaquim Filipe Rosado Fernandes (1898 - 1976), lavrador, e de sua mulher, Leonor de Oliveira (n. 1915) e irmão da cravista Cremilde Rosado Fernandes.

## Biografia
Licenciou-se em filologia clássica, na Faculdade de Letras da Universidade de Lisboa, com uma tese sobre uma comédia de Plauto (Anfitrião: evolução e concepções de um mito na expressão literária), em cuja equipa de remo foi campeão nacional, e onde se viria a doutorar, em 1962, com uma dissertação intitulada O Tema das Graças na Poesia Clássica.
Primeiro assistente de filologia clássica, desde o seu doutoramento, foi durante três anos Visiting Professor na City University of New York, tendo regressado a Portugal alguns anos antes do 25 de Abril, época a seguir à qual teve papel preponderante nos destinos da agricultura portuguesa.
Professor catedrático jubilado do departamento de filologia clássica da Faculdade de Letras da Universidade de Lisboa, universidade de que foi reitor entre 1979 e 1982, bem como investigador do Centro de Estudos Clássicos daquela faculdade, na área das Fontes Clássicas da Cultura Portuguesa, conselheiro da Ordem do Infante D. Henrique, académico correspondente da Academia das Ciências de Lisboa desde 1997, deputado pelo CDS-PP ao Parlamento Europeu, entre 1995 e 1999, e deputado à Assembleia da República pelo CDS-PP entre 1999 e 2001.
Regressado à Universidade por concurso para professor extraordinário, chegou, com 40 anos, à cátedra de Língua e Literatura Gregas, lugar que ocuparia até à sua jubilação, em 2004.
Autor de obra sobre filologia, retórica, literatura grega, latina e portuguesa, com dezenas de publicações, escreveu também sobre política e dedicou grande parte da sua atividade igualmente à defesa da agricultura portuguesa, tendo sido presidente da Confederação dos Agricultores de Portugal.
Foi agraciado com a Grã-Cruz da Ordem do Infante D. Henrique a 9 de junho de 1997 e com a Grã-Cruz da Ordem Civil do Mérito Agrícola, Industrial e Comercial - Classe do Mérito Agrícola a 4 de maio de 2001.
Foi um dos principais signatários do Manifesto em Defesa da Língua Portuguesa Contra o Acordo Ortográfico de 1990, petição on-line que, entre Maio de 2008 (data do início) e Maio de 2009 (data da apreciação pelo Parlamento), recolheu mais de 115 mil assinaturas válidas.
Morreu no dia 13 de maio de 2018, vítima de doença, em Lisboa, onde se encontrava hospitalizado.

## Principais publicações
Os numerosos estudos de R. M. Rosado Fernandes sobre Filologia Clássica, a par de dezenas de recensões críticas, foram reunidos nos dois volumes de Em Busca das Raízes do Ocidente (2006). As suas obras mais importantes incluem: 

- Anfitrião: Evolução e Concepções de um Mito na Expressão Literária (Tese de Licenciatura em Filologia Clássica apresentada à Faculdade de Letras da Universidade de Lisboa), Lisboa, 1956

- 'O Amphitruo de Plauto', Revista da Faculdade de Letras de Lisboa (3ª série) III (1959)

- 'Dois casos de sinédoque em Plauto', Euphrosyne – Revista de Filologia Clássica II (1959), pp. 199–203

- 'Comentario a un passo de Teógnis', Euphrosyne – Revista de Filologia Clássica III (1961), pp. 81–90

- 'Nota a Píndaro', Euphrosyne – Revista de Filologia Clássica III (1961), pp. 199–201

- O Tema das Graças na Poesia Clássica (Tese de Doutoramento em Filologia Clássica apresentada à Universidade de Lisboa através da Faculdade de Letras), Lisboa, 1962

- 'Comentário a άμαρύσσω e seus derivados', Boletim de Filologia XXI (1963), pp. 87–98

- 'A propósito de um verso do hino a Τύχη', Boletim de Filologia XXI (1963), pp. 207–211

- 'Achegas para a bibliografia de António José Viale, Epifânio Dias, José Maria Rodrigues e José Joaquim Nunes', Revista da Faculdade de Letras de Lisboa (3ª série) VIII (1964)

- 'Júlio César: considerações sobre alguns aspectos clássicos em Shakespeare', Ocidente LXVII (1964), pp. 217–223

- 'O episódio dos "Trezentos lusitanos contra mil romanos" e a sua possível explicação', Ocidente LXXII (1967), pp. 278–284

- 'Priscilianismo ou não?', Euphrosyne – Revista de Filologia Clássica NS X (1980), pp. 165–172

- 'Camoens et l'héritage classique', Arquivos do Centro Cultural Português XV (1980), pp. 3–24

- 'Méthodologie et histoire dans De Antiquitatibus Lusitaniæ', in AAVV., L’Humanisme Portugais et l’Europe. Actes du XXIe Colloque International d’Études Humanistes (Tours, 1978), Fondation Calouste Gulbenkian, Centre Culturel Portugais, Paris, 1984, pp. 487–505

- 'O vento, as éguas da Lusitânia e os Autores Gregos e Latinos', Euphrosyne – Revista de Filologia Clássica NS XII (1984), pp. 53–78

- 'Ulisses em Lisboa', Euphrosyne – Revista de Filologia Clássica NS XIII (1985), pp. 139–161

- 'Solho, esturjão ou esturião no Guadiana: reflexos de um problema ictiológico no humanismo quinhentista', in AAVV., Estudos em Homenagem a Mariano Feio, Lisboa, INIC, 1986, pp. 627–648

- 'In memoriam Joaquim Lourenço de Carvalho', Euphrosyne - Revista de Filologia Clássica NS XIV (1986), pp. 217–220 

- 'André de Resende e o Humanismo Europeu', in AAVV., O Humanismo Português, 1500-1600, Lisboa, Academia das Ciências, 1988, pp. 593–616

- 'Homem antigo e homem de hoje perante a natureza, a técnica e o progresso', in AAVV., As Humanidades Greco-Latinas e a Civilização do Universal, Coimbra, 1988, pp. 372–381

- 'Uma informação de André de Resende sobre a Guiné', in AAVV., Congresso Internacional ‘Humanismo Português na Época dos Descobrimentos’, Coimbra, Faculdade de Letras, 1991

- 'André de Resende e o seu Asturjão africano (o angulo amazi do De Antiquitatibus Lusitaniae)', Humanitas NS XLIII (1991), pp. 355–368

- 'Catábase ou descida aos infernos: alguns exemplos literários', Humanitas XLV (1993), pp. 148–359

- 'La rupture entre le Portugal et l'Europe au XVIe siècle', Arquivos do Centro Cultural Português XXXII (1993), pp. 59–76

- 'Plínio, o Velho, fonte geográfica, histórica, naturalista e de mirabilia na obra de Resende', in Aires A. Nascimento (ed.), Os Clássicos no Tempo, Plínio, o Velho, e o Humanismo Português (Colóquio Internacional), Lisboa, Centro de Estudos Clássicos, 2007, pp. 83–94

- Em Busca das Raízes do Ocidente, Lisboa, Alcalá, 2006

- Memórias de um Rústico Erudito. Viagem à Volta de Lentes, Terras e Políticos, Lisboa, Cotovia, 2006

- Em Defesa da Iniciativa Privada – Trinta Anos de Luta contra a Tirania, Lisboa, CAP, 2006

- Heinrich Lausberg, Elementos de Retórica Literária (tradução, prefácio e aditamentos de R. M. Rosado Fernandes), Lisboa, Fundação Calouste Gulbenkian, 1993 (4ª ed.)

- (et al.) Dionísio de Halicarnasso, Tratado da Imitação, Lisboa, Instituto Nacional de Investigação Científica, 1986

- Horácio, Arte Poética (introdução, tradução e comentário), Lisboa, Inquérito, 1992 (3ª ed.)

- André de Resende, As antiguidades da Lusitânia (Introdução, tradução e comentário), Lisboa, Fundação Calouste Gulbenkian, 1996

- (et alii) Aristóteles, Política (Introdução, tradução, e notas), Lisboa, Vega, 1998

- Tucídides, História da Guerra de Peloponeso (trad. R. M. Rosado Fernandes e Maria Gabriela P. Granwehr), Lisboa, Fundação Calouste Gulbenkian, 2010

## Casamento
Casou com Maria Micaela de Sampaio e Melo de Vasconcelos, filha de José Moreira de Vasconcelos (28 de maio de 1910 - ?), engenheiro, e de sua mulher Maria Gabriela de Sampaio e Melo, neta paterna de Augusto de Vasconcelos e de sua mulher Hermínia Laura de Albuquerque Henriques Moreira, trineta natural do 1.º Visconde de Torres Novas e 1.º Conde de Torres Novas, e bisneta do 2.º Visconde de Oleiros (antes Barão de Oleiros), sem geração.